# Dogville Confessions
Dogville Confessions er en dansk dokumentarfilm fra 2003, der er skrevet og instrueret af Sami Saif.

## Handling
Dokumentarfilmen følger tilblivelsen af Lars von Triers spillefilm Dogville (2003) fra de første spæde idéer til den færdige film. Filmen er sammensat af en række interviews med filmens mange stjerneskuespillere, scener fra filmens optagelse og ikke mindst optagelser fra de særlige confessions-bokse. Disse "sandhedsbokse" var opstillet på Dogville-settet under optagelserne i Sverige og gav von Trier og skuespillerne mulighed for alene, men med et optagende kamera at kunne få afløb for deres begejstring, frustration eller forvirring. Filmen viser de mange følelser, som er på spil imellem von Trier, Nicole Kidman, Paul Bettany og filmens andre skuespillere, og giver på en gang et morsomt og rørende, men også foruroligende indblik i den kreative og følsomme proces en filmoptagelse er.